# Virgin (rzeka)
Virgin (ang. Virgin River) – rzeka w Stanach Zjednoczonych, w stanach Arizona, Nevada i Utah, dopływ rzeki Kolorado.
Virgin powstaje z połączenia rzek North Fork Virgin i East Fork Virgin (nazwa Virgin bywa stosowana również w odniesieniu do North Fork, jako głównego ramiona źródłowego tej rzeki), na wschód od Rockville, na wysokości 1150 m n.p.m. Płynie w kierunku południowo-zachodnim, przepływając przez miejscowości Virgin, Hurricane, La Verkin, Washington, St. George i Mesquite. Na znacznej długości płynie dnem wąwozów i kanionów. Rzeka uchodzi do sztucznego jeziora Mead na rzece Kolorado, na wysokości 370 m n.p.m.
Długość rzeki wynosi około 250 km (około 300 km licząc od źródła North Fork Virgin). Nazwa rzeki prawdopodobnie upamiętnia Thomasa Virgina, uczestnika wyprawy Jebediaha Smitha z 1827 roku.